# Су Праду (Нуоро)
Су Праду је насеље у Италији у округу Нуоро, региону Сардинија.
Према процени из 2011. у насељу је живело 210 становника. Насеље се налази на надморској висини од 867 м.